# Valentin Judasjkin
Valentin Abramovitj Judasjkin (ryska: Валентин Абрамович Юдашкин), född 14 oktober 1963 i Bakovka, Moskva oblast i Sovjetunionen, död 2 maj 2023 i Moskva, Ryssland, var en rysk modeskapare.

Judasjkin dog av njurcancer den 2 maj 2023, 59 år gammal.